# Il portiere di notte
Il portiere di notte és una pel·lícula italiana de drama psicològic eròtica del 1974. Dirigida i coescrita per Liliana Cavani, la pel·lícula protagonitza Dirk Bogarde i Charlotte Rampling, i inclou Philippe Leroy i Gabriele Ferzetti. Els seus temes d'obsessió sexual i sadomasoquista han convertit la pel·lícula controvertida des del seu llançament inicial, dividint els crítics pel seu valor artístic.
Il portiere di notte es considera àmpliament una pel·lícula de nazisploitation i un clàssic de culte. El juliol de 2018, va ser seleccionat per ser projectat a la secció de Clàssics de Venècia a la 75a Mostra Internacional de Cinema de Venècia.

## Argument
Durant la Segona Guerra Mundial, Maximilian Theo Aldorfer, un antic oficial de la Schutzstaffel (SS) que s'havia fet passar per metge per fer fotografies sensacionals als camps de concentració, i Lucia Atherton, una adolescent internada en un camp de concentració a causa dels llaços polítics socialistes del seu pare, van tenir una relació ambigua de sadomasoquista. Max va turmentar la Lucia, però també va actuar com el seu protector.
L'any 1957, Lucia, ara casada amb un director d'orquestra nord-americà, retroba amb Max per casualitat. Ara és porter de nit en un hotel de Viena i membre reticent d'un grup d'antics camarades de les SS que han estat acuradament ocultant el seu passat destruint documents i eliminant testimonis de les seves activitats de guerra. Max té un proper judici simulat a mans del grup pels seus crims de guerra. El líder del grup, Hans Fogler, acusa en Max de voler viure "amagat com un ratolí d'església". En Max vol romandre amagat, però expressa el seu suport a les activitats del grup. Els records del passat marquen el present de Max i Lucia amb una freqüència urgent, cosa que suggereix que Lucia va sobreviure gràcies a la seva relació amb Max; en una d'aquestes escenes, Lucia canta una cançó de Marlene Dietrich, "Wenn ich mir was wünschen dürfte" ("Si pogués demanar un desig"), als guàrdies del camp mentre portaven peces d'un uniforme de les SS, i Max la "premia" amb el cap tallat d'un presoner que l'havia estat assetjant, una referència a Salomé III.
Com que ella podria declarar contra ell, l'existència de la Lucia és una amenaça per Max. Va a veure un antic col·laborador nazi, Mario, que sap que la Lucia encara és viva; Max l'assassina per protegir el seu secret. Després que el marit de la Lucia se'n va de la ciutat per negocis, en Max i la Lucia renoven el seu amor passat a l'apartament d'en Max. Max confessa a la comtessa Stein, una altra convidada del seu hotel, que ha tornat a trobar la seva "nena". La Comtessa li diu que està boig; Max respon que tots dos estan "al mateix vaixell". Mentrestant, Fogler fa espiar en Max per un jove que treballa a l'hotel.
Max és entrevistat per la policia sobre l'assassinat de Mario. Passa dies amb la Lucia al seu pis, encadenant-la a la paret perquè “no se la puguin endur”, i dorm poc. Fogler, que vol que la Lucia testifiqui contra Max en el judici simulat, encara que té intencions més ambigües a llarg termini cap a ella, la visita i l'informa que Max està malalt. Ell suggereix que Lucia també ha d'estar malalta per permetre's estar en aquesta posició, però ella l'expulsa, dient que està amb Max per voluntat pròpia.
Els oficials de les SS estan furiosos amb Max per amagar un testimoni clau. Max es nega a continuar amb el judici, qualificant-lo de "farsa", i admet que treballa com a porter de nit a causa de la seva vergonya durant el dia. Torna amb Lucia, dient-li que la policia el va interrogar a ell i a altres persones a l'hotel sobre la seva desaparició, i que no és sospitós. Finalment, Max deixa la seva feina, dedicant tot el seu temps a Lucia. Els agents de les SS tallen el subministrament de menjar a la parella d'una botiga de queviures propera. Max fa barricades a la porta de l'apartament i ell i la Lucia comencen a racionar.
Max busca ajuda trucant a un dels seus antics amics de l'hotel, qui es nega i implora el seu veí, però Adolph, el jove que abans havia espiat en Max, li impedeix ajudar. Max es retira de nou a l'apartament, on Lucia està gairebé inconscient per la desnutrició. Després que un dels SS li talli l'electricitat a l'apartament d'en Max, Max i Lucia, vestits respectivament amb el seu uniforme nazi i una bata que s'assemblava a la que havia portat al camp de concentració, surten de l'edifici i se'n van; aviat els segueix un cotxe conduït pels antics companys de Max. En Max aparca el seu cotxe en un pont, on ell i la Lucia caminen per la vorera quan fa l'alba. Sonen dos trets i els amants cauen morts.

## Repartiment
- Dirk Bogarde - Max
- Charlotte Rampling - Lucia
- Philippe Leroy - Klaus
- Gabriele Ferzetti - Hans Fogler
- Giuseppe Addobbati - Stumm
- Isa Miranda - Comtessa Stein
- Nino Bignamini - Adolph
- Marino Masé - Atherton
- Amedeo Amodio - Bert
- Piero Vida - Porter de dia
- Geoffrey Copleston - Kurt
- Manfred Freyberger - Dobson
- Ugo Cardea - Mario
- Hilda Gunther - Greta
- Nora Ricci - Veí
- Piero Mazzinghi - Conserge
- Kai-Siegfried Seefeld - Jacob

## Crítica
En les respostes a Il portiere di notte, Cavani va ser reconeguda pel seu coratge per tractar el tema de la transgressió sexual i, simultàniament, castigada per la manera controvertida en què va presentar aquesta transgressió: el context d'una narrativa nazi de l'Holocaust.
El crític Roger Ebert de The Chicago Sun-Times va pensar que els papers principals estaven ben interpretats, però tanmateix va donar a la pel·lícula 1 estrella d'entre 4 possibles, i va anomenar Il portiere di notte "desagradable com a lúbric, un intent menyspreable d'emocionar-nos aprofitant els records de persecució i patiment", tot i que va afegir que no "s'oposava per se al tema de la pel·lícula". La Guia de pel·lícules de Leonard Maltin del 2015 el va anomenar un "drama estrany i sòrdid", atorgant-li dues de quatre estrelles. A The New York Times, Nora Sayre va elogiar les actuacions de Bogarde i Rampling, i els "tons foscos i rics" de la cinematografia, però va començar la seva ressenya escrivint "Si no t'agrada el dolor, no trobaràs "Il portiere di notte" eròtic, i a hores d'ara, fins i tot els analgèsics poden estar saciats amb decadència nazi." Vincent Canby, un altre prominent crític de The New York Times, la va titllara de "pornografia romàntica" i "un tros d'escombraries".
Al seu assaig per l'entrega de the Criterion Collection, Annette Insdorf va anomenar Il portiere di notte "una pel·lícula provocadora i problemàtica... [E]t es pot veure com un exercici de perversió i explotació de l'Holocaust". Pel sensacionalisme. D'altra banda, una lectura més atenta d'aquest thriller psicològic en anglès suggereix una visió fosca de personatges convincents condemnats pel seu passat de la Segona Guerra Mundial."

## Reconeixements
- 1975 - Nastro d'argento[10]
  - Candidatura al Nastro d'Argento al millor director per Liliana Cavani
  - Candidatura al Nastro d'Argento al millor guió per Liliana Cavani